# Mount Rosenwald
Mount Rosenwald ist ein 3450 m hoher Berg in der antarktischen Ross Dependency. Im Königin-Maud-Gebirge ist er eine markante Landmarke zwischen den Kopfenden des Gallup- und des Baldwin-Gletschers. Der Berg ist an seiner Südwestflanke komplett schneebedeckt, an seiner Nordostseite dagegen ist er durch eisfreie vertikale Felsenkliffs gekennzeichnet.
Der US-amerikanische Polarforscher Richard Evelyn Byrd entdeckte ihn während seines Südpolflugs im November 1929 im Rahmen seiner ersten Antarktisexpedition (1928–1930). Byrd benannte ihn nach dem US-amerikanischen Unternehmer und Philanthropen Julius Rosenwald (1862–1932), der diese und posthum auch Byrds zweite Antarktisexpedition (1933–1935) finanziell unterstützte.